# بيلي كاي (ممثل)
بيلي كاي (بالإنجليزية: Billy Kay)‏ هو ممثل أمريكي، ولد في 10 أبريل 1984 بنيويورك في الولايات المتحدة.

## أعمال

### أفلام
- (2001) إل.اي.إي[3]
- (2003) معركة مرتفعات شاكر

## وصلات خارجية
- بيلي كاي على موقع IMDb (الإنجليزية)
- بيلي كاي على موقع أول موفي (الإنجليزية)
- بيلي كاي على موقع قاعدة بيانات الفيلم (الإنجليزية)